# Tchkhorotskou (municipalité)
La municipalité de Tchkhorotskou (en géorgien : ჩხოროწყუს მუნიციპალიტეტი) est un district de la région de Mingrélie-Haute Svanétie en Géorgie, dont la ville principale est Tchkhorotskou. 
Il s'étend sur 619 km2 et comprend une population de 22 309 habitants.

vue sur Tchkhorotskou
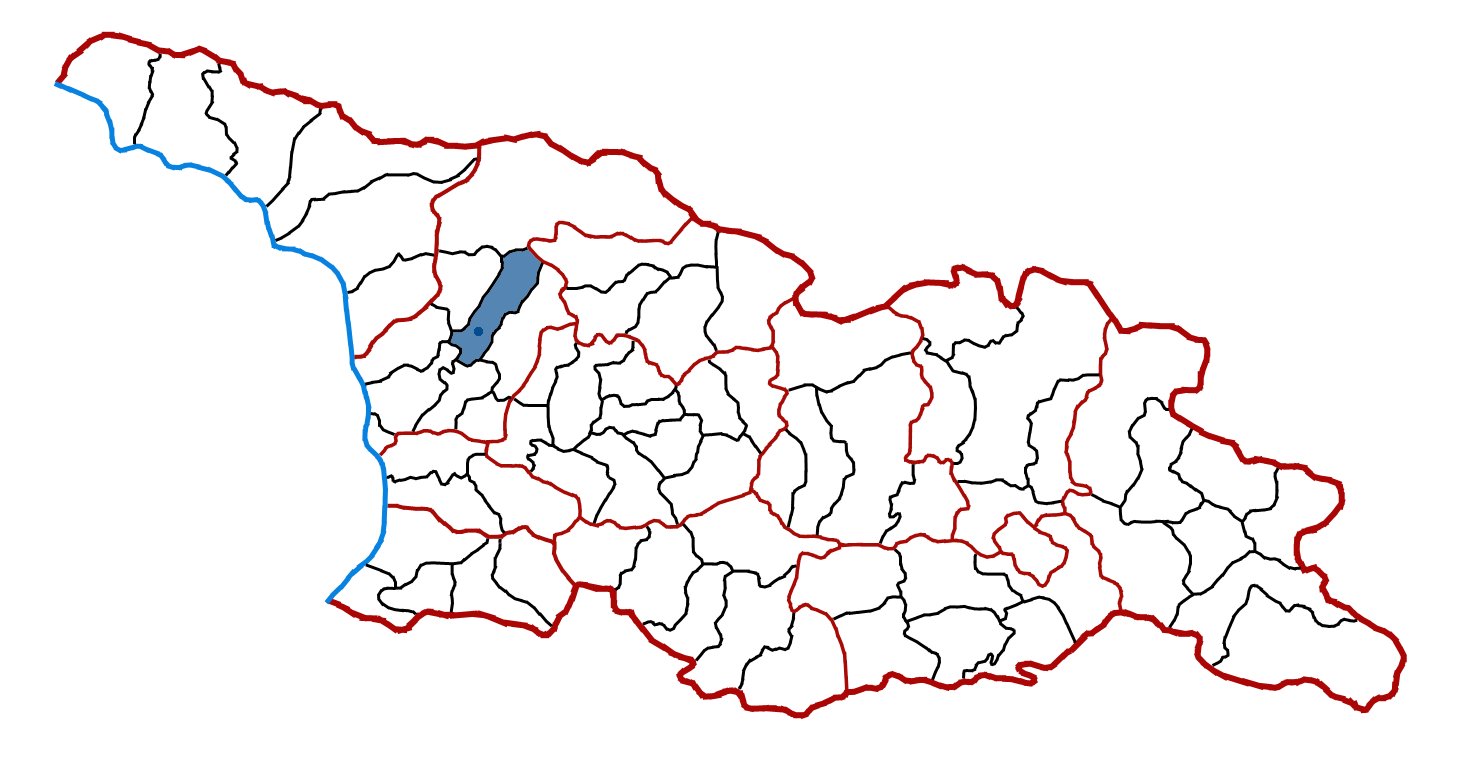
le district dans le pays